# Liste des titres musicaux numéro un en Allemagne en 2011
Cette page liste les titres numéro un dans les meilleures ventes de disques en Allemagne pour l'année 2011 selon Media Control Charts. 
Les classements sont issus des 100 meilleures ventes de singles et des 100 meilleures ventes d'albums. Ils se déroulent du vendredi au jeudi, et sont publiés le mardi par l'industrie musicale allemande.

## Classement des singles
| №  | Date         | Artiste                               | Titre                        |
| -- | ------------ | ------------------------------------- | ---------------------------- |
| 1  | 7 janvier    | The Black Eyed Peas                   | The Time (Dirty Bit)         |
| 2  | 14 janvier   | The Black Eyed Peas                   | The Time (Dirty Bit)         |
| 3  | 21 janvier   | The Black Eyed Peas                   | The Time (Dirty Bit)         |
| 4  | 28 janvier   | The Black Eyed Peas                   | The Time (Dirty Bit)         |
| 5  | 4 février    | Adele                                 | Rolling in the Deep          |
| 6  | 11 février   | Adele                                 | Rolling in the Deep          |
| 7  | 18 février   | Bruno Mars                            | Grenade                      |
| 8  | 25 février   | Bruno Mars                            | Grenade                      |
| 9  | 4 mars       | Bruno Mars                            | Grenade                      |
| 10 | 11 mars      | Bruno Mars                            | Grenade                      |
| 11 | 18 mars      | Lady Gaga                             | Born This Way                |
| 12 | 25 mars      | Lady Gaga                             | Born This Way                |
| 13 | 1er avril    | Bruno Mars                            | Grenade                      |
| 14 | 8 avril      | Bruno Mars                            | Grenade                      |
| 15 | 15 avril     | Jennifer Lopez feat. Pitbull          | On the Floor                 |
| 16 | 22 avril     | Jennifer Lopez feat. Pitbull          | On the Floor                 |
| 17 | 29 avril     | Jennifer Lopez feat. Pitbull          | On the Floor                 |
| 18 | 6 mai        | Jennifer Lopez feat. Pitbull          | On the Floor                 |
| 19 | 13 mai       | Jennifer Lopez feat. Pitbull          | On the Floor                 |
| 20 | 20 mai       | Pietro Lombardi                       | Call My Name                 |
| 21 | 27 mai       | Pietro Lombardi                       | Call My Name                 |
| 22 | 3 juin       | Pietro Lombardi                       | Call My Name                 |
| 23 | 10 juin      | Pietro Lombardi                       | Call My Name                 |
| 24 | 17 juin      | LMFAO feat. Lauren Bennett & GoonRock | Party Rock Anthem            |
| 25 | 24 juin      | LMFAO feat. Lauren Bennett & GoonRock | Party Rock Anthem            |
| 26 | 1er juillet  | Jennifer Lopez feat. Pitbull          | On the Floor                 |
| 27 | 8 juillet    | Alexandra Stan                        | Mr. Saxobeat                 |
| 28 | 15 juillet   | Alexandra Stan                        | Mr. Saxobeat                 |
| 29 | 22 juillet   | Alexandra Stan                        | Mr. Saxobeat                 |
| 30 | 29 juillet   | Alexandra Stan                        | Mr. Saxobeat                 |
| 31 | 5 août       | Alexandra Stan                        | Mr. Saxobeat                 |
| 32 | 12 août      | Alexandra Stan                        | Mr. Saxobeat                 |
| 33 | 19 août      | Alexandra Stan                        | Mr. Saxobeat                 |
| 34 | 26 août      | Lucenzo feat. Don Omar                | Danza Kuduro                 |
| 35 | 2 septembre  | Marlon Roudette                       | New Age                      |
| 36 | 9 septembre  | Marlon Roudette                       | New Age                      |
| 37 | 16 septembre | Marlon Roudette                       | New Age                      |
| 38 | 23 septembre | Marlon Roudette                       | New Age                      |
| 39 | 30 septembre | Marlon Roudette                       | New Age                      |
| 40 | 7 octobre    | Marlon Roudette                       | New Age                      |
| 41 | 14 octobre   | Marlon Roudette                       | New Age                      |
| 42 | 21 octobre   | Marlon Roudette                       | New Age                      |
| 43 | 28 octobre   | Rihanna feat. Calvin Harris           | We Found Love                |
| 44 | 4 novembre   | Aura Dione                            | Geronimo                     |
| 45 | 11 novembre  | Rihanna feat. Calvin Harris           | We Found Love                |
| 46 | 18 novembre  | Rihanna feat. Calvin Harris           | We Found Love                |
| 47 | 25 novembre  | Flo Rida                              | Good Feeling                 |
| 48 | 2 décembre   | Rihanna feat. Calvin Harris           | We Found Love                |
| 49 | 9 décembre   | Lana Del Rey                          | Video Games                  |
| 50 | 16 décembre  | Lana Del Rey                          | Video Games                  |
| 51 | 23 décembre  | Lana Del Rey                          | Video Games                  |
| 52 | 30 décembre  | Gotye featuring Kimbra                | Somebody That I Used to Know |

## Classement des albums
| №  | Date         | Artiste               | Titre                                       |
| -- | ------------ | --------------------- | ------------------------------------------- |
| 1  | 7 janvier    | Unheilig              | Grosse Freiheit                             |
| 2  | 14 janvier   | Unheilig              | Grosse Freiheit                             |
| 3  | 21 janvier   | Unheilig              | Grosse Freiheit                             |
| 4  | 28 janvier   | Bruno Mars            | Doo-Wops & Hooligans                        |
| 5  | 4 février    | Adele                 | 21                                          |
| 6  | 11 février   | Beatsteaks            | Boombox                                     |
| 7  | 18 février   | Lena                  | Good News                                   |
| 8  | 25 février   | Roxette               | Charm School                                |
| 9  | 4 mars       | Lena                  | Good News                                   |
| 10 | 11 mars      | In Extremo            | Sterneneisen                                |
| 11 | 18 mars      | R.E.M.                | Collapse into Now                           |
| 12 | 25 mars      | Rise Against          | Endgame                                     |
| 13 | 1er avril    | Herbert Grönemeyer    | Schiffsverkehr                              |
| 14 | 8 avril      | Herbert Grönemeyer    | Schiffsverkehr                              |
| 15 | 15 avril     | Guano Apes            | Bel Air                                     |
| 16 | 22 avril     | Foo Fighters          | Wasting Light                               |
| 17 | 29 avril     | Herbert Grönemeyer    | Schiffsverkehr                              |
| 18 | 6 mai        | Adele                 | 21                                          |
| 19 | 13 mai       | Adele                 | 21                                          |
| 20 | 20 mai       | AC/DC                 | Live at River Plate                         |
| 21 | 27 mai       | Bushido               | Jenseits von Gut und Böse                   |
| 22 | 3 juin       | Lady Gaga             | Born This Way                               |
| 23 | 10 juin      | Pietro Lombardi       | Jackpot                                     |
| 24 | 17 juin      | Pietro Lombardi       | Jackpot                                     |
| 25 | 24 juin      | Pietro Lombardi       | Jackpot                                     |
| 26 | 1er juillet  | In Flames             | Sounds of A Playground Fading               |
| 27 | 8 juillet    | Limp Bizkit           | Gold Cobra                                  |
| 28 | 15 juillet   | Limp Bizkit           | Gold Cobra                                  |
| 29 | 22 juillet   | Casper                | XOXO                                        |
| 30 | 29 juillet   | Adele                 | 21                                          |
| 31 | 5 août       | Die Amigos            | Mein Himmel auf Erden                       |
| 32 | 12 août      | Samy Deluxe           | SchwarzWeiss                                |
| 33 | 19 août      | Amy Winehouse         | Back to Black                               |
| 34 | 26 août      | Adele                 | 21                                          |
| 35 | 2 septembre  | Lenny Kravitz         | Black and White America                     |
| 36 | 9 septembre  | Red Hot Chili Peppers | I'm with You                                |
| 37 | 16 septembre | Red Hot Chili Peppers | I'm with You                                |
| 38 | 23 septembre | David Guetta          | Nothing but the Beat                        |
| 39 | 30 septembre | Udo Lindenberg        | MTV Unplugged – Live aus dem Hotel Atlantic |
| 40 | 7 octobre    | Rosenstolz            | Wir sind am Leben                           |
| 41 | 14 octobre   | Andrea Berg           | Abenteuer                                   |
| 42 | 21 octobre   | Peter Maffay          | Tabaluga und die Zeichen der Zeit           |
| 43 | 28 octobre   | Helene Fischer        | Für einen Tag                               |
| 44 | 4 novembre   | Coldplay              | Mylo Xyloto                                 |
| 45 | 11 novembre  | Udo Lindenberg        | MTV Unplugged – Live aus dem Hotel Atlantic |
| 46 | 18 novembre  | Udo Lindenberg        | MTV Unplugged – Live aus dem Hotel Atlantic |
| 47 | 25 novembre  | Kool Savas            | Aura                                        |
| 48 | 2 décembre   | Udo Lindenberg        | MTV Unplugged – Live aus dem Hotel Atlantic |
| 49 | 9 décembre   | Udo Lindenberg        | MTV Unplugged – Live aus dem Hotel Atlantic |
| 50 | 16 décembre  | Rammstein             | Made in Germany 1995-2011                   |
| 51 | 23 décembre  | Udo Lindenberg        | MTV Unplugged – Live aus dem Hotel Atlantic |
| 52 | 30 décembre  | Udo Lindenberg        | MTV Unplugged – Live aus dem Hotel Atlantic |

## Hit-Parade de l'année
| Singles | Albums |
| --- | --- |
| 1. Jennifer Lopez feat. Pitbull – On the Floor 2. Alexandra Stan – Mr. Saxobeat 3. Bruno Mars – Grenade 4. Adele – Rolling in the Deep 5. Pietro Lombardi – Call My Name 6. Marlon Roudette – New Age 7. Snoop Dogg vs. David Guetta – Sweat 8. LMFAO feat. Lauren Bennett & GoonRock – Party Rock Anthem 9. Pitbull feat. Ne-Yo, Afrojack & Nayer – Give Me Everything 10. Tim Bendzko – Nur noch kurz die Welt retten 11. Sunrise Avenue – Hollywood Hills 12. Lucenzo feat. Don Omar – Danza Kuduro 13. Rihanna feat. Calvin Harris – We Found Love 14. Caro Emerald – A Night Like This 15. Maroon 5 feat. Christina Aguilera – Moves Like Jagger 16. Adele – Set Fire to the Rain 17. Lady Gaga – Born This Way 18. Taio Cruz feat. Kylie Minogue – Higher 19. Lana Del Rey – Video Games 20. Jupiter Jones – Still | 1. Adele – 21 2. Udo Lindenberg – MTV Unplugged – Live aus dem Hotel Atlantic 3. Herbert Grönemeyer – Schiffsverkehr 4. Bruno Mars – Doo-Wops & Hooligans 5. Unheilig – Grosse Freiheit 6. Rosenstolz – Wir sind am Leben 7. Zaz – Zaz 8. Michael Bublé – Christmas 9. Helene Fischer – Best Of 10. Helene Fischer – Für einen Tag 11. Andrea Berg – Abenteuer 12. David Guetta – Nothing but the Beat 13. Coldplay – Mylo Xyloto 14. Tim Bendzko – Wenn Worte meine Sprache wären 15. Andrea Berg – Schwerelos 16. Rammstein – Made in Germany 1995-2011 17. Lady Gaga – Born This Way 18. Caro Emerald – Deleted Scenes from the Cutting Room Floor 19. Pietro Lombardi – Jackpot 20. Lena – Good News |